# Chrysochloroma bismarckensis
Chrysochloroma bismarckensis là một loài bướm đêm trong họ Geometridae.